# Molosso (razza canina)
Il Molosso (in greco antico: Μολοσσός?; in latino Canis epiroticus) era una razza canina ora estinta diffusa nell'Europa meridionale durante l'Antichità (ca. VIII secolo a.C.) per tramite del popolo dei Molossi d'Epiro che si ritiene possa essere stato il progenitore di tutti i cani molossoidi diffusisi nelle aree europee bagnate dal Mediterraneo.

Fedele raffigurazione della razza si ritiene possa essere il "Jennings Dog", statua romana esposta al British Museum; copie si trovano anche nella Galleria degli Uffizi di Firenze e nel Museo Pio-Clementino (Sala degli Animali) dei Musei Vaticani.
Nella mitologia greca, Molosso è il nome dal figlio di Andromaca e di Neottolemo (il figlio di Achille).

## Storia
La razza originò in tempi molto antichi dall'archetipo razziale dei "Molossoidi", grandi cani da montagna selezionati in epoca protostorica nel Medioriente (principalmente nella Mezzaluna Fertile), dove la nascente pastorizia aveva evidenziato la necessità di selezionare un grosso cane difensore del gregge, e si evolvette durante l'Età del ferro come cane da guerra o da palazzo nelle prime grandi civiltà (assiri, babilonesi, ittiti, egizi). Dalla Mesopotamia, il Molossoide si diffuse verso il Mediterraneo originando diversi ceppi locali: tutti cani accomunati da una certa tipologia caratteriale (forte, dominante, territoriale e protettiva verso la famiglia umana) ma con varianti morfologiche dovute alle diversità climatiche e del territorio.
L'ipotesi che il nome possa derivare dall'uso dei cani da combattimento attribuito all'antico popolo epirota dei Molossi, anche se divenuta col tempo molto comune, è moderna e del tutto immaginosa; in verità, nessuno degli antichi autori che scrissero di cani sostiene una fantasia del genere: né Aristotele, né Plinio, né Columella, né Virgilio, né Petronio, né tanto meno Giulio Polluce, il quale, fatto poco noto, fu colui che più scrisse a proposito dei cani. Il nome deriva in realtà da un vocabolo del greco antico, molos (μῶλος), che significa "combattimento", quindi molossi non vuol dire altro che "cani da combattimento"; il nome dello storico popolo deriva invece da quello del suo primo re, che la tradizione vuole si chiamasse appunto Molosso.
Il molosso fu sempre usato, più che in guerra, come cane da gregge, e ne dà conferma la Suida (X sec.) che lo descriveva brevemente così: 'Molosso’ e ‘cane molosso’: grande cane pastorale (Μολοσσὸς, χαὶ Μολοττὸς κύων. ὀ ποιμενικὸς, χαὶ μέγας.) (Ib. P. 570.) Si è dunque sempre distinto per le sue qualità di guardiano e combattente piuttosto che per le prestazioni più prettamente venatorie del canis laconicus apprezzato dagli Spartani. Ai primordi dell'ellenismo, il filosofo Aristotele cita il cane molosso nella sua Historia animalium (parte dei libri della Fisica), apprezzandone il coraggio ed il vigore fisico.
Le caratteristiche fisico-caratteriali del molosso gli garantirono ampia diffusione anche presso i Romani che apprezzarono grandemente il coraggio e la forza dell'acrem Molossum ("feroce Molosso"), come ebbe a definirlo il poeta Virgilio, facendone il guardiano delle loro lussuose villae come raccomandato da Marco Porcio Catone nel suo De agri cultura. Virgilio, nelle Georgiche, raccomandava inoltre di allevare i cuccioli di Molosso insieme a quelli del Canis laconicus per massimizzare le doti delle due razze garantendo così alla villa un'adeguata difesa sia contro aggressori animali sia umani. L'accoppiata Laconicus-Molosso era tanto diffusa che lo stesso Petronio ci presenta, nel Satyricon, l'anfitrione Trimalcione munito di uno spaventoso molosso da guardia ed una muta di cani da caccia laconici.

## Aspetto e carattere
Catone descrive il canis epiroticus come scuro di mantello, pesante di testa e di corpo, a pelo raso, feroce, adatto per la guardia alla proprietà più che per le attività di pastorizia o di caccia. Due secoli dopo Catone, Lucio Giunio Moderato Columella, parlando del cane da guardia della villa, indicato come [canis] villaticus, descrive: "di corpo grande e grosso [...] di colore unito [...] nero [...] con il capo tanto grande che sembri la maggior parte del corpo [...] con il petto ampio e peloso, spalle larghe, zampe tozze e irte".